# Neargyrophylax argentescens
Neargyrophylax argentescens är en tvåvingeart som beskrevs av Townsend 1927. Neargyrophylax argentescens ingår i släktet Neargyrophylax och familjen parasitflugor. Inga underarter finns listade i Catalogue of Life.